# Монолижа

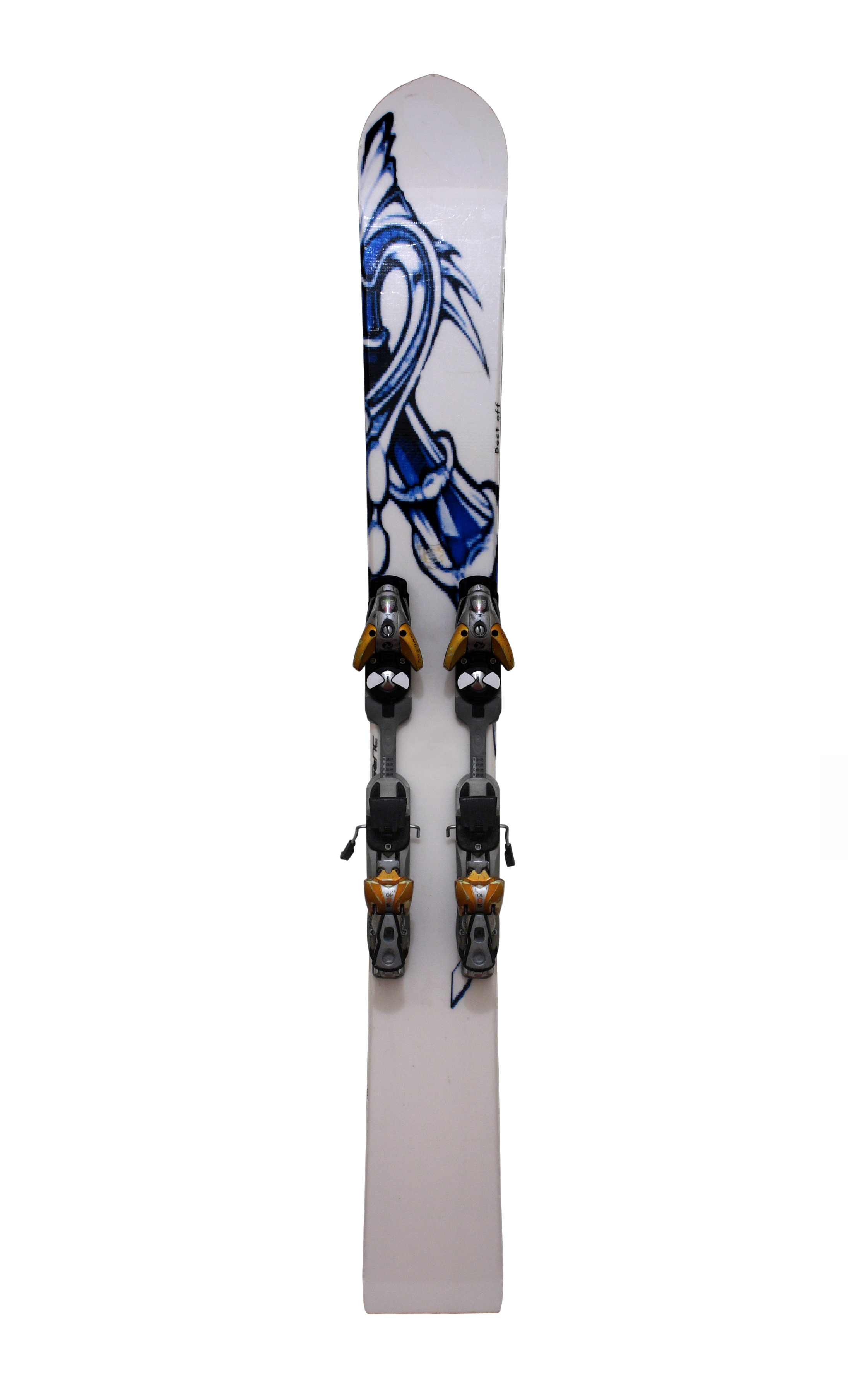
Монолижа.

Монолижа (англ. monoski) — спортивний снаряд для занять лижним спортом. Має вигляд широкої дошки з лижними кріпленнями, та на відміну від сноуборду кріплення для черевиків встановлюються паралельно у напрямку руху. Для катання використовуються ті ж черевики, кріплення і палиці, що і в гірських лижах.
Катання на монолижах було винайдено наприкінці 1950-х Деннісом Філліпсом у Хайаку, штат Вашингтон, з використанням однієї водної лижі та кріплень для ведмежої пастки.  Серфінгіст Майк Дойл пропагував монолижі на початку 1970-х років, після чого відносна популярність монолиж повільно зросла, але інтерес зрештою зменшився на користь сноуборду. 
Останнім часом популярність монолиж зросла, особливо у Франції та Сполучених Штатах, головним чином завдяки технологічному прогресу в конструкції лиж. Як і у випадку з гірськими лижами, різьблена форма лиж полегшує повороти, і в результаті лижникам і навіть сноубордистам перехід на монолижі стає менш складним. 

## Інтернет-ресурси
- http://monoski-france.com/ is the French monoski association. It is the biggest community and organizer of the Mondial de Monoski
- http://www.monoski.net/  is a US-based site with information and reviews for everyone provided by the US Monoskiers
- http://monoskis.co.uk/  is a British site that aims to inform and promote monoskiing to the UK and provides new and used monoskis to buy
- http://www.realvikingsmonoski.com/  is a Swedish site with monoski information, photos and videos